# She Got Me
She Got Me ist ein Lied des Schweizer Sängers Luca Hänni und der Wettbewerbsbeitrag des Landes zum Eurovision Song Contest 2019 in Tel Aviv in Israel. Der Song wurde im zweiten Halbfinale am 16. Mai 2019 gesungen und schaffte es ins Finale. Dort erreichte er den vierten Platz.

## Musik und Text
Es handelt sich bei She Got Me um einen Up-Tempo-Dance-Pop-Song. „Mit meinem ESC-Song She Got Me möchte ich die pure Lebensfreude und die Leidenschaft zu Tanz und Musik mit dem ganzen Publikum teilen,“ sagte Hänni. Das offizielle Musikvideo zeigt ihn mit Cowboyhut, obgleich der Song selbst mit Country-Musik nichts zu tun hat. Der Titel bedeutet etwa „Sie bringt mich dazu“, in diesem Fall zum „dirty dancing“.

## Hintergrund
Der Song wurde während eines Schweizer Songwriting-Camps von Laurell Barker, Frazer Mac, Luca Hänni, Jon Hällgren und Lukas Hällgren geschrieben. Er wurde zum Schweizer Beitrag zum Eurovision Song Contest 2019, nachdem Luca Hänni intern vom Schweizer Radio und Fernsehen ausgewählt wurde. Bei der Auslosung der Halbfinale wurde die Schweiz in das zweite Halbfinale am 16. Mai 2019 gelost; Luca Hänni führte She Got Me an vierter Stelle auf und konnte sich für das Finale qualifizieren. Hänni klagte zuvor über Stimmprobleme, die ihm aber beim Auftritt keine Probleme mehr bereiteten.

## Veröffentlichung und Rezeption
Am 8. März 2019 wurde der Song der Öffentlichkeit vorgestellt und erschien auch als Single, die in den Schweizer Charts bereits vor dem Wettbewerb Platz elf erreichte. Laut.de schrieb: „Luca Hänni mutiert zum Alpenlatino und markiert den Pimp. Klingt in der Realität kein Stück besser als es sich auf dem Papier liest.“ Dennoch wird Hänni zu den Favoriten gezählt.
Während der Übertragung des Halbfinales wies Moderator Peter Urban auf die Ähnlichkeit des Songs zum Hit Despacito hin, auch einige weitere Medien gingen darauf ein. Zu letzterem Lied hatte Luca Hänni 2017 bei der Show Dance Dance Dance getanzt.

## Kommerzieller Erfolg
| ChartsChartplatzierungen | Höchstplatzierung | Wochen |
| ------------------------ | ----------------- | ------ |
| Deutschland (GfK)        | 62 (1 Wo.)        | 1      |
| Österreich (Ö3)          | 26 (1 Wo.)        | 1      |
| Schweiz (IFPI)           | 1 (42 Wo.)        | 42     |